# Vencelevo
Vencelevo (in lingua russa Венцелево) è un centro abitato dell'Oblast' autonoma ebraica, situato nel Leninskij rajon.